# 9x19mm Parabellum
O calibre 9x19mm Parabellum é um cartucho de armas de fogo projetado por Georg Luger e introduzido em 1902 pelo fabricante alemão de armas Deutsche Waffen und Munitionsfabriken (DWM) (fábrica alemã de armas e munições) por sua Pistola Parabellum (Luger), também conhecido por 9 mm Para, 9 mm Luger, 9 x 19 mm NATO, 9 mm NATO ou 9 x 19 mm, é um cartucho sem aro, cônico (não cilíndrico), para pistolas. No Brasil foi adotado pela Marinha e Exército em 1904 e 1908 respectivamente. É o calibre de dotação padrão (para pistolas) da OTAN e dos exércitos de praticamente todos países do ocidente, inclusive o brasileiro.

## Origens
Georg Luger desenvolveu o cartucho Parabellum de 9×19 mm, a partir do 7,65×21 mm Parabellum, derivada do cartucho 7,65x25 mm da pistola Borchardt C-93. Encurtar o comprimento do cartucho usado na pistola Borchardt permitiu-lhe melhorar o design da trava articulada e incorporar uma empunhadura angular menor. O trabalho de Luger no projeto de Borchardt evoluiu na pistola de Luger, patenteada primeiramente em 1898 e posteriormente em Parabellum de 7,65×21 mm. A demanda da Alemanha por um calibre maior em sua arma militar levou a Luger a desenvolver o cartucho Parabellum 9×19 mm para a eventual pistola Walter P08. Isso foi conseguido removendo-se a forma de gargalo do 7,65×21 mm Parabellum, resultando em um cartucho sem aro cônico encapsulando uma bala de 9mm.
Em 1902, Luger apresentou a nova rodada para o "British Small Arms Committee", bem como três versões de protótipo para o Exército dos EUA para testes no Springfield Arsenal em meados de 1903. A Marinha Imperial Alemã adotou o cartucho em 1904 e em 1908 o Exército Alemão também o adotou. A ogiva da bala foi ligeiramente redesenhada nos anos 1910 para melhorar a alimentação.
Para economizar chumbo durante a Segunda Guerra Mundial na Alemanha, o núcleo de chumbo foi substituído por um núcleo de ferro envolto em chumbo. Esta bala, identificada por uma "jaqueta" preta, foi designada como 08 mE (mit Eisenkern - "com núcleo de ferro"). Em 1944, a jaqueta preta da bala 08 mE foi trocada e essas balas foram produzidas com "jaquetas" cor de cobre normais. Outra variação em tempo de guerra foi designada como bala 08 e identificada por sua "jaqueta" cinza escura, e foi criada pela compressão de pó de ferro em alta temperatura em um material sólido (Sintereisen - "ferro sinterizado").

## Popularidade
Após a Primeira Guerra Mundial, a aceitação do cartucho Parabellum de 9×19 mm aumentou, e pistolas Parabellum de 9×19 mm e submetralhadoras foram adotadas por militares e policiais em muitos países. O 9×19 mm Parabellum tornou-se o calibre mais popular para as agências policiais dos EUA, principalmente devido à disponibilidade de pistolas compactas com grandes capacidades de carregador que usam o cartucho em diferentes modelos de armas, no uso das pistolas e também das submetralhadoras. Em todo o mundo, o 9×19 mm Parabellum é um dos mais populares cartuchos de pistola onde é legal (alguns países proíbem o uso civil de armas que cubram cartuchos atuais ou antigos de serviço militar) e cartuchos neste calibre geralmente estão disponíveis em qualquer lugar.
Do início dos anos 80 até meados dos anos 90, um aumento acentuado ocorreu na popularidade das pistolas semiautomáticas nos EUA, uma tendência prefigurada pela adoção do Modelo Smith & Wesson 39 pela Polícia do Estado de Illinois em 1968. Além disso, a Beretta com seu modelo M9 (uma versão militar do Modelo 92 da Beretta) foi adotado pelo Exército dos EUA em 1985. Anteriormente, a maioria dos departamentos de polícia americanos emitia revólveres .38 de calibre especial com capacidade para seis tiros. O especial 38 foi preferido a outras armas, como variantes do M1911 porque oferece um menor "recuo", pequeno e leve o suficiente para diferentes tipos de usuários (homens e mulheres, com mãos pequenas, medias ou grandes) e relativamente barato. O cartucho de 9 mm é balisticamente superior ao cartucho de revólver .38. isso levou muitos departamentos de polícia dos EUA a trocarem seus revólveres por plataformas de armas semi-automáticas de 9 mm nos anos 80.
Em 2013, um gráfico de calibres populares que foi lançado pelo site Luckygunner.com mostrou Parabelum 9mm x 19mm como tendo 21.4% do mercado Norte americano de cartuchos.
Com a seleção da SIG Sauer P320 como vencedora da competição XM17 Modular Handgun System, o Exército dos Estados Unidos e a Força Aérea dos Estados Unidos escolheram novamente o 9x19 mm como cartucho para sua nova pistola de serviço.
É também um calibre de autodefesa sólido com poder de parada e alcance decentes. Como existem muitos tipos diferentes de calibres de 9 mm que você pode escolher de acordo com sua filmagem. A Luger de 9 mm está crescendo rapidamente em todo o mundo e foi adotada por inúmeros grupos militares e policiais. Hoje é usado por mais de 60% da polícia nos EUA e é o cartucho de revólver mais popular do mundo.
O FBI também voltou a utilizar o 9mm aposentando as antigas .40. 
No Brasil, há uma  lista de armas de fogo e munições que são consideradas de uso permitido a um grupo de categorias além das já previstas no Estatuto do Desarmamento e as que são restritas a agentes de segurança. A 9x19 mm Parabellum (9mm) e o .357 Magnum são considerados de uso restrito.

## Conclusão
O 9 mm Parabellum no fundo é tão somente um bom calibre para uso militar, policial e civil, coisa absolutamente corriqueira em diversos países do mundo como Estados Unidos, Suíça, Argentina, Paraguai e Uruguai, entre tantos outros. Criado para uso militar na Alemanha, tinha limitações para uso policial e para defesa uma vez que, na época, o limitante para a desenvoltura do calibre incluía apenas o peso do projétil e a carga de pólvora, sendo que a configuração deste era sempre do tipo “totalmente jaquetada” o que, de fato, em certas circunstâncias, pode causar um “excesso” de penetração e baixa efetividade contra alvos humanos quando se fala em tirar o mais rápido o seu oponente de ação. Mas isso não é mais realidade! Quem continua afirmando sobre a “super-mega-blaster-penetação” de um disparo de 9mm está repetindo lendas criadas há mais de cem anos atrás! Até hoje é um dos calibre mais populares no mundo. 
O decreto nº 9.845, de 25 de junho de 2019, classificava o calibre 9x19 como de uso permitido no Brasil, por ter menos de 1.620 joules de energia cinética ao sair do cano da arma ("velocidade de saída"). Entretanto, com a publicação do DECRETO Nº 11.615, DE 21 DE JULHO DE 2023, voltou a ser um calibre de uso RESTRITO.

## Dimensões

## Resumo Cronológico
Resumo cronológico da criação e utilização do calibre Parabellum:
- 1849 – Nasce Georg Luger na região do Tirol, Áustria.
- 1860-1892 – Hugo Borchardt trabalha em vários projetos de armas nos USA e faz os primeiros esboços da sua pistola.
- 1891 – Georg Luger inicia seus trabalhos na Ludwig Loewe.
- 1893 – A Ludwig Loewe de Berlin inicia a produção em série da pistola Borchardt.
- 1896 – Luger patenteia seu primeiro protótipo da sua pistola.
- 1898-1899 – A D.W.M. inicia os projetos de fabricação.
- 1900 – A Suíça faz sua primeira encomenda da pistola Parabellum.
- 1902 – George Luger projeta o cartucho 9mm (9mmX19mm)
- 1904 – A Marinha Alemã adota a pistola Parabellum.
- 1906 – George Luger faz suas primeiras alterações de grande monta na pistola.
- 1907 – Luger leva pessoalmente duas pistolas em calibre .45 para testes do Exército Americano.
- 1908 – O Exército Alemão adota a pistola com o nome de P-08 em calibre 9mm.
- 1914 – Inicia-se a produção da Parabellum modelo “Artillery”.
- 1929 – A Waffenfabrik Bern, na Suíça, resolve fabricar seu modelo próprio.
- 1930 – A B.K.I.W incorpora a Mauser e a D.W.M. em uma só companhia.
- 1934 – No Brasil, Getúlio Vargas edita o Decreto 24.602 que cria as restrições de calibres e de armamentos, tanto para os cidadãos civis como para as polícias
- 1937 – Aparece a substituta da P-08 no Exército – a Walther P-38.
- 1939 – A II Guerra Mundial eclode na Europa.
- 1942 – Cessa a produção da pistola Parabellum.